# Stagonospora meliloti
Stagonospora meliloti är en svampart som först beskrevs av Wilhelm Gottfried Lasch, och fick sitt nu gällande namn av Franz Petrak 1920. Stagonospora meliloti ingår i släktet Stagonospora och familjen Phaeosphaeriaceae.   Inga underarter finns listade i Catalogue of Life.